# Shina kohistani
Le shina kohistani est une langue indo-iranienne du sous-groupe des langues dardes, parlée sur la rive gauche de l’Indus à Kolai et Palas dans le Kohistan de Kolai-Palas (en), à Jalkot, Shatial et Sazin dans le Kohistan supérieur (en). Il est proche de certains dialectes du shina, dont le shina de Chilas.

## Écriture
| آ | ا | ب | پ | ت | ٹ | ث | ج | چ | ڇ |
| څ | ح | خ | د | ڈ | ز | ر | ڑ | ز | ڙ |
| س | ش | ݜ | ک | گ | ڱ | ل | م | ن | ݨ |
| ں | و | ھ | ه | ء | ی | ے |   |   |   |

Razwal Kohistani a publié un dictionnaire shina kohistani–ourdou en trois volumes en 2021.

## Sources
- [Kohistani 2018] (ur + plk) رازول کوعہستانی, شینا کوہستانی اُردُو لُغت, Gandhara Hindku Academy,‎ 2018
- [Kohistani 2020] (plk) رازول کوعہستانی, ݜݨیاٗ کوستِین٘و قاعده,‎ 2020 (lire en ligne)
- (en) Ruth Laila Schmidt, Razval Kohistani et Mohammad Manzar Zarin, A grammar of the Shina language of Indus Kohistan, Otto Harrassowitz Verlag, 2008 (ISBN 9783447056762)